# Serhij Smełyk
Serhij Smełyk (ur. 19 kwietnia 1987) – ukraiński sprinter. Zdobył brązowy medal w biegu na 200 metrów podczas Mistrzostw Europy w Lekkoatletyce w Zurychu.
Jego rekordy życiowe wynoszą 10,10 s w biegu na 100 metrów oraz 20,30 s w biegu na 200 metrów.

## Osiągnięcia
| Rok  | Impreza                                 | Miejsce        | Konkurencja        | Pozycja    | Wynik |
| ---- | --------------------------------------- | -------------- | ------------------ | ---------- | ----- |
| 2012 | Mistrzostwa Europy                      | Helsinki       | bieg na 100 m      | 5. miejsce | 10,34 |
| 2012 | Mistrzostwa Europy                      | Helsinki       | bieg na 200 m      | –          | DSQ   |
| 2012 | Igrzyska olimpijskie                    | Londyn         | bieg na 200 m      | eliminacje | 20,65 |
| 2013 | Uniwersjada                             | Kazań          | bieg na 100 m      | 4. miejsce | 10,21 |
| 2013 | Uniwersjada                             | Kazań          | sztafeta 4 × 100 m | 1. miejsce | 38,56 |
| 2013 | Mistrzostwa świata                      | Moskwa         | bieg na 200 m      | półfinał   | 20,42 |
| 2013 | Mistrzostwa świata                      | Moskwa         | sztafeta 4 × 100 m | eliminacje | 38,57 |
| 2014 | IAAF World Relays                       | Nassau         | sztafeta 4 × 100 m | 9. miejsce | 38,53 |
| 2014 | Mistrzostwa Europy                      | Zurych         | bieg na 200 m      | 3. miejsce | 20,30 |
| 2014 | Mistrzostwa Europy                      | Zurych         | sztafeta 4 × 100 m | eliminacje | 39,03 |
| 2015 | Mistrzostwa świata                      | Pekin          | bieg na 200 m      | eliminacje | 20,60 |
| 2015 | Mistrzostwa świata                      | Pekin          | sztafeta 4 × 100 m | eliminacje | 38,79 |
| 2015 | Światowe wojskowe igrzyska sportowe     | Mungyeong      | bieg na 100 m      | półfinał   | 10,85 |
| 2015 | Światowe wojskowe igrzyska sportowe     | Mungyeong      | bieg na 200 m      | 2. miejsce | 20,74 |
| 2016 | Mistrzostwa Europy                      | Amsterdam      | bieg na 200 m      | półfinał   | 20,76 |
| 2016 | Igrzyska olimpijskie                    | Rio de Janeiro | bieg na 200 m      | eliminacje | 20,66 |
| 2017 | Superliga drużynowych mistrzostw Europy | Lille          | bieg na 200 m      | 1. miejsce | 20,97 |
| 2017 | Superliga drużynowych mistrzostw Europy | Lille          | sztafeta 4 × 100 m | 4. miejsce | 39,07 |
| 2017 | Mistrzostwa świata                      | Londyn         | bieg na 200 m      | eliminacje | 20,58 |
| 2018 | Mistrzostwa Europy                      | Berlin         | bieg na 200 m      | półfinał   | 20,54 |
| 2018 | Mistrzostwa Europy                      | Berlin         | sztafeta 4 × 100 m | 5. miejsce | 38,71 |
| 2019 | Mistrzostwa świata                      | Doha           | bieg na 200 m      | półfinał   | 20,55 |
| 2021 | World Athletics Relays                  | Chorzów        | sztafeta 4 × 100 m | eliminacje | 39,06 |
| 2022 | Mistrzostwa Europy                      | Monachium      | sztafeta 4 × 100 m | eliminacje | 39,62 |